# Contratto atipico
Sono atipici, o innominati, i contratti non espressamente disciplinati dall'ordinamento giuridico ma creati ad hoc dalle parti, in base a specifiche esigenze di negoziazione. In questo tipo di contratti le parti possono agire liberamente, definendone tutti i termini senza restrizioni.

## Caratteristiche
Essi possono essere costituiti da elementi tipizzati di diversi contratti tipici (ed in tal caso sono detti contratti misti), oppure possono essere del tutto indipendenti da altri modelli contrattuali preesistenti (contratti sui generis). Ciò vale in particolare per alcuni tipi contrattuali resi necessari dal recente sviluppo dell'attività economica.
In Italia, l'articolo 1322 del codice civile regola questa tipologia di contratti: " Le parti possono liberamente determinare il contenuto del contratto nei limiti imposti dalla legge (e dalle norme corporative). Le parti possono anche concludere contratti che non appartengono ai tipi aventi una disciplina particolare, purché siano diretti a realizzare interessi meritevoli di tutela secondo l'ordinamento giuridico".
Pur se non previsti né disciplinati dalla legge, essi sono ammessi purché leciti e diretti a realizzare interessi meritevoli di tutela secondo l'ordinamento giuridico. Quanto alla loro disciplina occorre valutare nel caso concreto, se e in che misura le norme di singoli tipi contrattuali e di diversi contratti possano essere applicate alla fattispecie esaminata. 
Anche i contratti atipici devono soddisfare i requisiti essenziali del contratto, a pena di nullità. L'esistenza di contratti atipici sancisce uno dei principi base del nostro ordinamento civile, ossia quello della autonomia contrattuale.
Storicamente, alcuni contratti erano atipici, per poi essere stati regolamentati (e.g. il contratto di anticipazione bancaria e il contratto di apertura di credito in conto bancario, il contratto di factoring).

## Esempi
Alcuni esempi di contratti atipici sono:
- il contratto di leasing (ha un principio di regolamentazione dell'art. 1, comma 136,  legge 04 agosto 2017 n. 124
- il contratto di catering
- Il contratto di sale and lease-back (detto anche 'contratto di handling').
- il contratto di merchandising
- il contratto di engineering
- il contratto di accertamento (con cui si elimina un'incertezza in un contratto preesistente)
- l'accordo di riservatezza ('non disclosure agreement')

### Cessione del diritto d'autore
Un esempio interessante è quello che riguarda la cessione del diritto d'autore. Il modello normativo italiano si basa sul principio della libera disponibilità del diritto. Quindi vengono dettate poche regole e poi viene lasciata molta libertà alle parti che possono scegliere un modello contrattuale atipico. Il tutto è regolamentato dall'art. 107 della Legge sulla protezione del diritto d'autore (L. 22 aprile 1941, n. 633): " I diritti di utilizzazioni spettanti agli autori delle opere dell'ingegno, nonché i diritti concessi aventi carattere patrimoniale, possono essere acquistati, alienati o trasmessi in tutti i modi e forme consentiti dalla legge, salva l'applicazione delle norme contenute in questo capo".

## Ordinamento giuridico
La recente evoluzione giurisprudenziale della suprema corte di cassazione e della dottrina ha evidenziato come per "Ordinamento giuridico" non si intenda solamente l'ordinamento giuridico nazionale. La prassi ha dimostrato come l'interesse meritevole di tutela può essere tale anche alla stregua dell'orientamento degli ordinamenti giuridici più avanzati o dell'ordinamento giuridico internazionale. Questa evoluzione è dovuta alla necessità di non estromettere gli operatori economici italiani dalle dinamiche internazionali, conseguenza ovvia nel caso in cui un contratto recepito negli altri stati non dovesse essere ritenuto valido in Italia.

## Uniformità
I contratti atipici più utilizzati presentano il vantaggio di essere soggetti ad una simile prassi applicativa, mentre i contratti tipici sono sottoposti ad una disciplina che può essere differente da nazione a nazione; quindi i contratti innominati meglio si prestano al commercio internazionale. Questa è una delle motivazioni di fondo che spingono i legislatori nazionali a non tipizzare determinati tipi di contratti, seppur questi sono ormai entrati nella pratica economica usuale.